# قره‌اوزک
قره‌اوزک (به ازبکی: Qoraoʻzak، قاره‌اۉزک)(به قره‌قالپاقی: Qaraózek، قارااوزىُك) یک شهرک در ازبکستان است که در شهرستان قره‌اوزک واقع شده‌است. قره‌اوزک ۱۲٬۳۰۰ نفر جمعیت دارد.